# Grande Prêmio de Miami
O Grande Prêmio de Miami (em inglês:  Miami Grand Prix) é um evento de Fórmula 1 realizado desde a temporada de 2022, no Autódromo Internacional de Miami, localizado em Miami Gardens, na Flórida, Estados Unidos.

## História
Em 2018, foi apresentada à cidade de Miami uma proposta para o Grande Prêmio de Miami como uma etapa do Campeonato Mundial de Fórmula 1, sendo 2019 proposto como primeiro ano da corrida. Após a negação do conselho municipal para uma corrida em 2019 ou 2020, uma proposta foi apresentada para uma corrida em 2021. No entanto, a pista mudou a localização do centro da cidade para a área perto do Hard Rock Stadium. A corrida não chegou ao calendário de 2021, pois a Fórmula 1 optou por uma corrida em um circuito de rua em Gidá, ao invés da corrida de Miami. Com isso, o evento passou a fazer parte do calendário da Fórmula 1 somente a partir da temporada de 2022 e, tendo  um contrato para sua realização pelos próximos dez anos. Se tornando no segundo Grande Prêmio disputado nos Estados Unidos no calendário de 2022, depois do Estados Unidos.
Em maio de 2025, a Fórmula 1 anunciou uma nova extensão de contrato de 10 anos com os organizadores do Grande Prêmio de Miami, mantendo assim a corrida no calendário da categoria até 2041.

## Circuito
O circuito foi projetado especificamente para o evento, com vários projetos de pista potenciais propostos e testados. O proprietário do estádio, Stephen Ross, vinha tentando retomar o Grande Prêmio de Miami por vários anos anteriores.

## Vencedores do GP de Miami

### Por ano
| Ano     | Piloto         | Construtor                 | Local | Detalhes |
| ------- | -------------- | -------------------------- | ----- | -------- |
| 2022    | Max Verstappen | Red Bull Racing-RBPT       | Miami | Detalhes |
| 2023    | Max Verstappen | Red Bull Racing-Honda RBPT | Miami | Detalhes |
| 2024    | Lando Norris   | McLaren-Mercedes           | Miami | Detalhes |
| 2025    | Oscar Piastri  | McLaren-Mercedes           | Miami | Detalhes |
| Fontes: |                |                            |       |          |

### Vitórias por piloto
| Total   | Piloto         | Vitórias   |
| ------- | -------------- | ---------- |
| 2       | Max Verstappen | 2022, 2023 |
| 1       | Lando Norris   | 2024       |
| 1       | Oscar Piastri  | 2025       |
| Fontes: |                |            |

### Vitórias por equipe
| Total   | Equipe          | Vitórias   |
| ------- | --------------- | ---------- |
| 2       | Red Bull Racing | 2022, 2023 |
| 2       | McLaren         | 2024, 2025 |
| Fontes: |                 |            |

### Vitórias por país
| Total   | País          | Vitórias   |
| ------- | ------------- | ---------- |
| 2       | Países Baixos | 2022, 2023 |
| 1       | Reino Unido   | 2024       |
| 1       | Austrália     | 2025       |
| Fontes: |               |            |

## Nomes oficiais
- 2022: Grande Prêmio de Miami